# Casinaria albotibialis
Casinaria albotibialis är en stekelart som beskrevs av Dmitriy R. Kasparyan 1976. Casinaria albotibialis ingår i släktet Casinaria och familjen brokparasitsteklar. Inga underarter finns listade.